# L'Espoli (Catedral de Toledo)
L'espoli o El despullament de les vestidures de Crist en el Calvari és un quadre pintat pel Greco (Domenikos Theotokopoulos, 1541-1614) per a la sagristia de la catedral de Toledo. És una pintura a l'oli sobre llenç i mesura 285 centímetres d'alçada i 173 centímetres d'amplada. Va ser realitzada entre els anys 1577 i 1579 i encara es conserva a la sagristia de la catedral; està col·locada com un retaule al fons de la sala i està emmarcada per dues columnes corínties de marbre.
El resultat de la composició de la pintura no va ser del gust dels comitents, perquè van al·legar que teològicament el cap de Crist hauria d'ocupar la part superior de la pintura, sense que hi hagués cap altre personatge que el sobrepassés i també es va discutir sobre la conveniència que apareguessin les tres Maries en aquesta escena, ja que segons el capítol catedralici en cap relat dels Evangelis sortien com a presents en aquesta escena.
Segons Manuel Bartolomé Cossío, aquest quadre és el més poètic i d'una expressió més elevada de l'artista, fet que suposa un moment àlgid de la seva producció. Per a Josep Gudiol Ricart és una de les millors obres del pintor i una obra capital de la història de la pintura europea. Està catalogat per Harold Wethey amb el número 78 en el seu catàleg raonat d'obres d'El Greco.

## Autor
Domenikos Theotokopoulos havia nascut el 1541 a Càndia. Conegut com El Greco, va ser un pintor de finals de l'alt renaixement i principis del manierisme que desenvolupà un estil molt personal en les seves obres de maduresa. Fins als 26 anys va viure a Creta, on va ser un reconegut mestre d'icones dins l'estil romà d'Orient vigent a l'illa.
Després va residir deu anys a Itàlia, on es va transformar en un pintor renaixentista. Primer visqué a Venècia, cap al 1567, on assumí plenament l'estil de Tiziano i Tintoretto; i després a Roma, estudiant el manierisme a partir de les obres de Miquel Àngel. El 1577 es va establir a Toledo, on va viure i va treballar la resta de la seva vida. Per aquella època, Toledo era la capital religiosa de la Corona de Castella i una de les ciutats més grans d'Europa. L'any 1571, la població de la ciutat era d'uns 62.000 habitants. El pintor aviat es va adaptar i es va identificar amb l'atmosfera religiosa i mística de la ciutat i en moltes de les seves obres, als fons de les seves composicions, apareixen diferents vistes de Toledo.
La seva obra la componen grans llenços per a retaules d'esglésies, nombrosos quadres de devoció per a institucions religioses —en els que sovint va participar el seu taller— i un grup de retrats considerats del màxim nivell. En les seves primeres obres mestres s'aprecia la influència dels mestres italians. Tanmateix, aviat va evolucionar cap a un estil personal caracteritzat per unes figures manieristes extraordinàriament allargades, amb una il·luminació pròpia, primes, fantasmals, molt expressives, ubicades en ambients indefinits i amb una gamma de colors amb els quals cercava contrasts, amb els blaus freds i clars i els grocs estridents. Aquest estil es va identificar amb l'esperit de la Contrareforma i es va anar adquirint un caràcter més extremat en els seus últims anys.
Actualment és considerat un dels artistes més grans de la civilització occidental. Aquesta alta consideració és recent i s'ha anat formant al llarg dels últims cent anys, en els quals ha canviat la valoració sobre la seva pintura formada als dos segles i mig posteriors a la seva mort; havia arribat a ser considerat com un pintor excèntric i marginal dins la història de l'art.

## Història
El capítol de la catedral de Toledo devia encarregar al Greco la realització de L'espoli el 2 de juliol de 1577, ja que existeix un document que detalla que en aquesta data va rebre 400 rals de bestreta pel quadre. Es tracta del primer document que acredita la presència del pintor a Toledo, i dels primers treballs a Toledo, nouvingut d'Itàlia, al costat de les pintures del retaule de Santo Domingo el Antiguo.

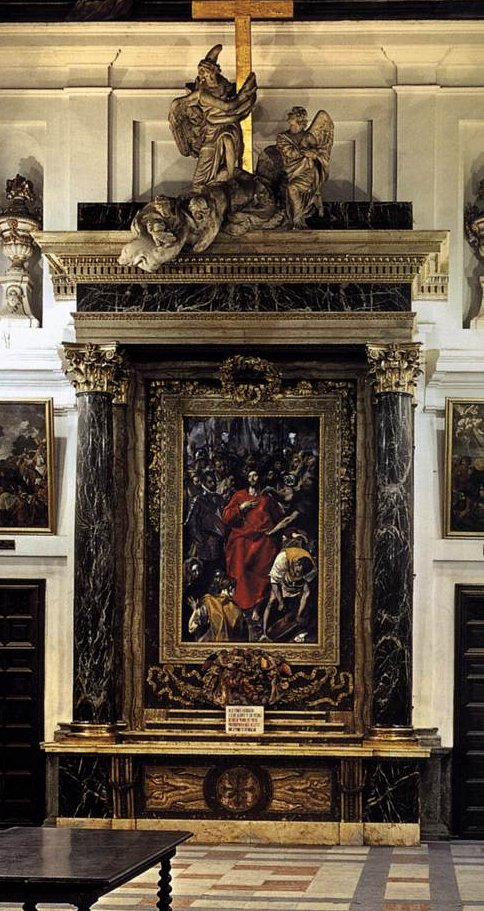
La pintura en la seva ubicació a la sagristia de la catedral de Toledo

El tema de l'encàrrec representa el moment inicial de la Passió en el qual Jesús és despullat i espoliat de les seves robes. El pintor es va inspirar en un text de Les meditacions sobre la vida de Crist atribuïdes a sant Bonaventura i va idear una composició que no va satisfer el capítol.
La composició és plenament manierista per la seva verticalitat; el color té una gran potència i sobre el joc de reflexos predomina la taca vermella de la túnica de Jesucrist. A la part inferior esquerra va col·locar Maria, mare de Jesús, Maria Magdalena i Maria Cleofàs, mentre que a la part superior, per damunt del cap de Crist, va ubicar una gran part del grup que l'escortava. En els evangelis canònics no consta que les tres Maries fossin presents en aquest moment ni tampoc a l'evangeli apòcrif de Nicodem, l'únic que relata L'espoli. Pel que fa al realç jeràrquic dels acompanyants per damunt de Crist, El Greco es va inspirar en iconografies antigues romanes d'Orient com «l'arrest de Crist» o «el bes de Judes», on és habitual en aquestes icones que la multitud envolti Jesús per la part superior. El capítol no va acceptar aquesta composició, va considerar que eren desencertades, que enfosquien la història i devaluaven a Crist.

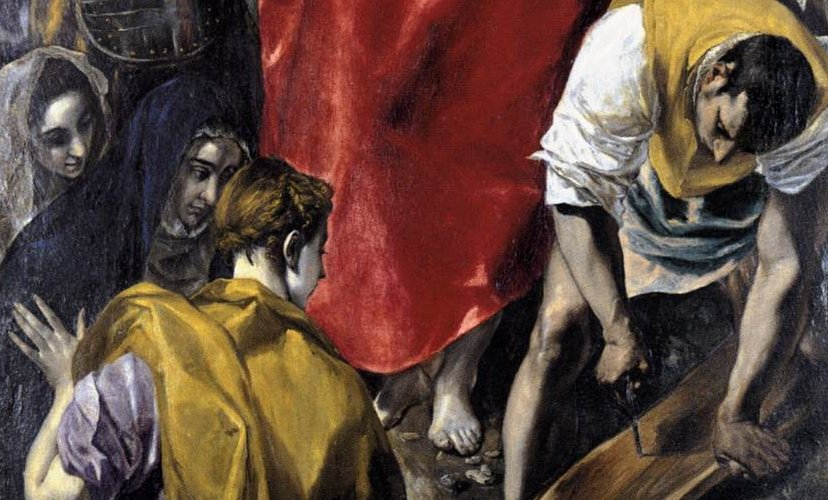
Detall de la pintura on les tres Maries miren amb malenconia com un home, pintat en un atrevit escorç, barrina la creu per clavar els peus de Jesucrist. El peu blanc de Jesús que serà clavat queda representat al mig, establint així un fort vincle.

Aquest va ser el motiu del primer plet que el pintor va tenir a Castella; després vindrien d'altres que es van succeir al llarg de la seva vida per desavinences sobre els quadres amb els seus clients. El 14 de setembre de 1579 va reclamar el pagament del quadre al·legant que era estranger i no disposava de béns a Toledo. El quadre no va acabar de ser pagat fins al 8 de desembre de 1581. Al plet, els taxadors anomenats pel Greco, Baltasar de Castro (pintor) i Martínez de Castañeda (escultor), van manifestar sobre la pintura que «l'estimació és tan gran que no té preu... però que atenent la misèria dels temps... es pot pagar 900 ducats». La quantitat sol·licitada era desmesurada, però els taxadors que representaven el capítol van presentar una valoració molt baixa, només oferint 228 ducats, al·legant les incorreccions dels caps que sobrepassaven al de Crist i les tres Maries que no s'esmenten als Evangelis. La falta d'acord va conduir a convocar un àrbitre perquè decidís; aquest va manifestar que el quadre era un dels millors que havia vist i el va valorar en 318 ducats. Sobre els problemes iconogràfics va dir que estava poc preparat per resoldre'ls i va delegar en l'autoritat eclesiàstica. El pintor va acabar rebent com a pagament 350 ducats però no va haver de canviar les figures que havien generat el conflicte.
Sembla que durant el plet, El Greco estava disposat a prescindir de les tres Maries, però finalment van poder ser mantingudes, afavorint l'estètica de la composició, ja que subratllen el moviment ascensional del quadre.

## Anàlisi de l'obra
L'obra està signada sobre un full de paper que apareix a baix a l'esquerra, en caràcters grecs minúsculs: «Doménikos Theoto [Kópulos]Krès Ep[oíei]».
El moment que queda representat a L'espoli no era un tema freqüent en aquella època a l'art occidental. A la composició queda representat Crist al centre, que està mirant el cel amb una expressió de serenitat, vestit amb una túnica d'un color vermell intens que domina la resta de la composició. Al seu voltant, hi ha un conjunt de figures disposades a despullar-lo per començar la Passió. Tant el modelatge de les figures com el cromatisme provenen de la seva època veneciana.

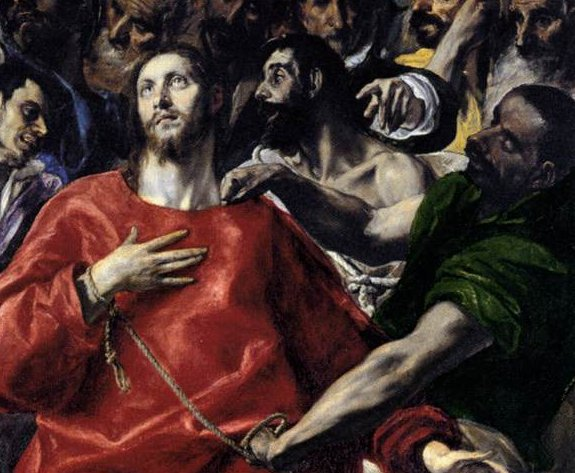
Detall de la pintura

La figura idealitzada de Crist destaca vigorosament de la resta i sembla aliena a l'agressivitat de gent que l'envolta. A la part posterior, hi ha una figura amb un barret vermell que es dirigeix de manera acusadora a Crist, mentre d'altres dos discuteixen sobre les seves vestidures. A l'esquerra de Crist, hi ha un home vestit de verd que el subjecta amb una corda i pretén despullar-ho abans de la seva crucifixió. Mentre, a la part inferior dreta, un altre vestit de groc s'inclina cap a la creu i fa un forat per facilitar la inserció d'un clau que travessarà els peus de Jesucrist. 

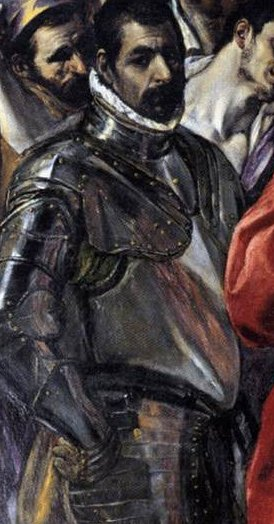
L'armadura del personatge a la dreta de Jesús, d'impecable execució, no competeix amb l'atracció que genera el Salvador. El Greco ho aconsegueix, matisant i apagant els grisos de l'armadura que contrasten amb la lluminositat de Crist.

El rostre malenconiós de Crist queda juxtaposat de manera contrastada a les figures dels seus executors, que s'amunteguen al voltant d'ell, creant una impressió de desordre amb els seus moviments, gests, piques i llances. A la part inferior esquerra apareixen les tres Maries que contemplen l'escena amb angoixa. La figura que està preparant la creu podria derivar d'una figura similar que està inclinada cap endavant en un tapís de Rafael Sanzio i un cartó de la Miraculosa captura de peixos, obres que podria haver conegut durant la seva estada romana.
Sobre aquest quadre, Manuel Bartolomé Cossío, en el seu cèlebre llibre sobre El Greco, va realitzar la següent anàlisi: 
- El Greco havia de representar Crist, no com a Déu, sinó com a home i una víctima innocent de les passions humanes. Encara que això enllaçava amb altres composicions pintades a Itàlia, aquí va concentrar tots els elements, principals i secundaris, dispersos en els seus quadres anteriors, en una única acció prop del protagonista. L'envolta un grup atapeït de caps durs i trists, cada un amb personalitat pròpia, que serveixen de fons al clar i innocent rostre de Crist. Encara introdueix dos episodis diferents segons la tradició veneciana, però no com abans, dispersos en altres escenaris del quadre com a places i pòrtics, sinó prop de Crist i tancant l'escena per la part inferior. Es tracta de l'home que prepara la creu i al davant les tres Maries que amb tristor l'observen. I va portar la concentració de l'acció fins a un extrem, que el capítol catedralici va pretendre amb arguments teològics que el pintor modifiqués el quadre.[15]
- Encara que moltes figures del quadre tenen un gran atractiu, la unitat de composició és tan perfecta que tot l'interès l'absorbeix la figura de Crist. El mestre va saber crear aquest efecte amb una gran destresa, establint una composició en cercle, prop de Jesús. Les masses no són, com en quadres anteriors, solament a dreta i esquerra, sinó que es troben també al fons perquè sobre seu en destaqui el protagonista; perfilen la seva figura des de tots els costats; també en el primer pla, a la part inferior, per tancar completament l'escena. Es mostra tot el contorn de Jesús, que ocupa el centre del grup que l'envolta, i adquireix a través del contrast un gran relleu.[15]
- Tot el que no té protagonisme, apareix enfosquit i rebaixat mentre que Crist queda il·luminat i destaca. L'artista ho aconsegueix mitjançant el tractament del color i el clarobscur. Així, el rostre il·luminat de Crist i la seva túnica vermella formen un contrast molt fort amb els rostres obscurs dels acompanyants i amb l'entonació grisa que domina el fons del quadre, en la mateixa línia de grisos que mostra l'armadura del cavaller que hi ha a la dreta de Jesús.[15]
- L'escena representada és únicament humana. Homes i dones omplen tot l'espai. La natura només apareix en una porció de cel nuvolós i una mica de terra que hi ha sota el peu de Jesucrist.[15]
- L'autor d'aquesta anàlisi va assenyalar que l'historiador d'art Carl Justi reconeixia en aquest quadre reminiscències romanes d'Orient: en la posició frontal de l'escena, en la simetria amb la qual estan disposats els personatges i en la concentració de la multitud.[15]

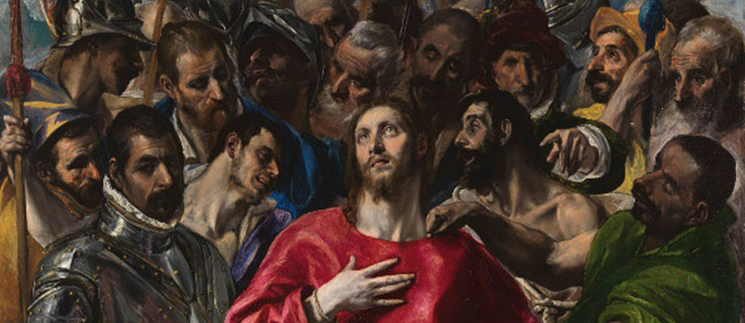
El capítol de la catedral que havia encarregat el quadre va trobar teològicament injustificable que els caps de l'escorta sobrepassessin la de Crist. El Greco s'havia inspirat en icones romanes d'Orient en temes com «El bes de Judes» o «L'arrest de Jesús» on la multitud envolta a Crist per la part superior. El contrast estètic entre la quietud i malenconia del rostre de Crist i els del que l'envolten és sorprenent.

## Iconografia

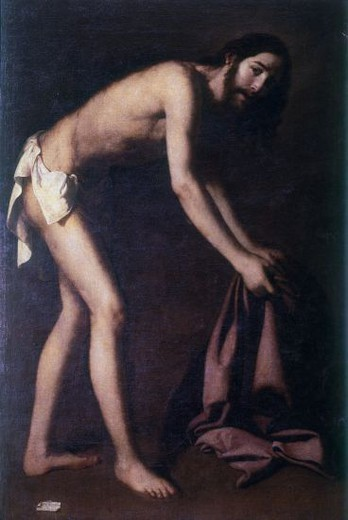
Crist recollint les vestidures de Francisco Zurbarán

L'espoli és un tema i motiu iconogràfic cristià que presenta a Jesús en el moment en què és despullat-espoliat de la clàmide (o hàbit) púrpura o vermella que els soldats romans l'haurien posat després d'assotar-ho i coronar-ho d'espines abans de la Crucifixió. Segons el relat de l'Evangeli de Joan per a l'Ecce Homo, que diu que la seva vestidura era inconsútil, és a dir, no tenia costures Jn 19:23-24. A favor d'aquest fet, existeix un testimoni de l'apòcrif evangeli de Nicodem (10:1) que al·ludeix a l'espoli i substitució per un llenç —i això originaria el «drap de puresa» que cobreix les seves parts íntimes en la representació del crucificat—, així com tots els evangelis canònics concorden en el fet que els soldats custodis de la seva tomba van sortejar la possessió dels seus vestits (Mt 27:25 i paral·lels), encara que segons Mateu i Marc, «Jesús és despullat del seu hàbit en el Via Crucis».
Encara que la representació més coneguda és la que va realitzar El Greco per a la sagristia de la catedral de Toledo, en la qual no segueix els textos dels Evangelis, existeixen d'altres pintures que tracten un motiu paral·lel com la de Francisco de Zurbarán, qui el 1661 va pintar un Crist recollint les vestidures, per a l'església de Jadraque de Madrid i que plasma la visió de l'Evangeli de Marc i de l'Evangeli de Mateu, recollint la seva túnica bruna després de la flagel·lació.

## Rèpliques i còpies
El Greco i el seu taller van pintar diverses versions sobre aquest mateix tema, amb variants. Wethey va catalogar quinze quadres amb aquest tema i d'altres quatre còpies de mig cos. Només en cinc d'aquestes obres va veure la mà de l'artista i les altres deu les va considerar produccions del taller o còpies posteriors. Entre les cinc on va intervenir El Greco, es troben l'original de la catedral de Toledo, l'exemplar de l'Alte Pinakothek de Múnic —en la qual no existeixen gaires variacions respecte a la de la catedral de Toledo— i d'altres tres taules de petites dimensions, de les quals la tela d'Upton Downs d'Anglaterra seria l'estudi preparatori de la de Toledo. Les altres deu són rèpliques del taller del Greco, o còpies posteriors de petita mida i poca qualitat.
Entre les còpies se'n troba una que posseeix el Museu del Prado signada pel fill del pintor. Les principals variacions d'aquesta còpia respecte a l'original, a més a més de la qualitat, és la corona d'espines que porta Crist, les figures de primer terme són una mica més grans mentre que les del fons estan més allunyades.

### Taula resum
Informació actualitzada per un bot. Els canvis manuals es perdran quan s'actualitzi!
|  | L'espoli                                 | Catedral de Toledo                                                           |            | (23 12 78 24a 51 20 210) | 1577 ↔ 1579                   | El Greco                                                                                                 | δομήνικος Θεοτοκóπουλος, εποíει | pintura a l'oli llenç            | Modifica les dades a Wikidata |
|  | L'Espoli (El Greco)                      | Col·leccions de Pintura de l'Estat de Baviera                                | (8573 )    | (24d 18 344 79 121)      | 1583                          | El Greco                                                                                                 | δομήνικος Θεοτοκóπουλος, εποíει | pintura a l'oli llenç            | Modifica les dades a Wikidata |
|  | L'Espoli, versió mig cos (Madrid)        | http://www.wikidata.org/.well-known/genid/b71ae2b7484e8a05a810a81c6f478037   |            | (24l 122 141 X-94)       | A començament dècada del 1600 | El Greco; valor desconegut, taller de El Greco (anònim)                                                  |                                 | pintura a l'oli llenç            | Modifica les dades a Wikidata |
|  | L'Espoli (taller El Greco)               | Fundació Barnes                                                              | (BF90 )    | (300 X-88 24i)           | c. 1600                       | valor desconegut, taller de El Greco (anònim)                                                            |                                 | pintura a l'oli llenç            | Modifica les dades a Wikidata |
|  | L'Espoli, versió a Upton House           | Upton House National Trust for Places of Historic Interest or Natural Beauty | (446826 )  | (294 52 24c 80)          | 1577 ↔ 1578                   | El Greco                                                                                                 | δομήνικος Θεοτοκóπουλος, εποíει | pintura a l'oli taula pine panel | Modifica les dades a Wikidata |
|  | L'Espoli (de J.M.Theotocópuli)           | Museo de la Trinidad Museu del Prado                                         | (P000832 ) | (603 X-83)               | c. 1606                       | Jorge Manuel Theotocópuli, inspirat en l'obra de El Greco                                                |                                 | pintura a l'oli llenç            | Modifica les dades a Wikidata |
|  | L'Espoli, versió mig cos (Lyon)          | Museu de Belles Arts de Lió                                                  | (B 341 )   | (X-93 24j 291)           | 1581 ↔ 1585                   | El Greco; valor desconegut, taller de El Greco (anònim)                                                  |                                 | pintura a l'oli taula            | Modifica les dades a Wikidata |
|  | L'Espoli, versió col. Contini Bonacossi  | http://www.wikidata.org/.well-known/genid/9c928c9031e366e2a9fb75ec785e6ee9   |            | (24b 81 53 355)          | 1577 ↔ 1580                   | El Greco                                                                                                 | δομήνικος Θεοτοκóπουλος, εποíει | pintura a l'oli taula            | Modifica les dades a Wikidata |
|  | L'Espoli, versió antiga col. Moser       | http://www.wikidata.org/.well-known/genid/0c59ed56a2d02f79eda059d0a92a4a9f   |            | (54 24e 82)              | 1580 ↔ 1585                   | El Greco                                                                                                 | δομήνικος Θεοτοκóπουλος, εποíει | pintura a l'oli taula            | Modifica les dades a Wikidata |
|  | L'Espoli, versió mig cos (Cardiff)       | Museus Nacionals de Gal·les Museu i Galeria Nacional de Cardiff              | (NMW A 5 ) | (X-92 53 10 24k)         | A començament dècada del 1600 | El Greco; valor desconegut, taller de El Greco (anònim)                                                  |                                 | pintura a l'oli taula            | Modifica les dades a Wikidata |
|  | L'Espoli, versió mig cos (Budapest)      | Museu de Belles Arts de Budapest                                             | (50.747 )  | (X-95 302 24m)           | A començament dècada del 1600 | El Greco; valor desconegut, taller de El Greco (anònim)                                                  |                                 | pintura a l'oli taula            | Modifica les dades a Wikidata |
|  | L'Espoli (El Greco, Museu de Santa Cruz) | Museu de Santa Cruz                                                          | (DO1306 )  | (X-82 page 140 24f)      | 1580 ↔ 1585                   | El Greco                                                                                                 |                                 | pintura a l'oli llenç            | Modifica les dades a Wikidata |
|  | L'Espoli, versió a Orgaz                 | Church of Santo Tomás Apóstol                                                |            | (X-84 24g)               | 1583                          | Jorge Manuel Theotocópuli, inspirat en l'obra de El Greco; valor desconegut, taller de El Greco (anònim) | δομήνικος Θεοτοκóπουλος, εποíει | pintura a l'oli llenç            | Modifica les dades a Wikidata |

∑ 13 items.